# Ozarba hypenoides
Ozarba hypenoides là một loài bướm đêm trong họ Noctuidae.